# North Nova Scotia Highlanders
The North Nova Scotia Highlanders est un régiment d’infanterie des Forces armées canadiennes qui a pris part au débarquement et à la bataille de Normandie lors de la Seconde Guerre mondiale.

## Histoire

### Seconde Guerre mondiale
The North Nova Scotia Highlanders fait partie des troupes canadiennes qui débarquent en Normandie et participe à la bataille de Normandie en 1944. Il prend part au sein de la 3e division canadienne à la prise de Caen et aux opérations Atlantic, Spring et Totalize pour la prise de Falaise.
Ce régiment est aussi celui qui réduisit au silence la batterie Todt aux environs de Calais lors de l'opération Undergo.